# Aéroport de Skiathos
 (mai 2017).
Si vous disposez d'ouvrages ou d'articles de référence ou si vous connaissez des sites web de qualité traitant du thème abordé ici, merci de compléter l'article en donnant les références utiles à sa vérifiabilité et en les liant à la section « Notes et références ».
L’aéroport national de Skiathos « Alexandre Papadiamándis » (en grec moderne : Κρατικός Αερολιμένας Σκιάθου «Αλέξανδρος Παπαδιαμάντης») est un aéroport situé sur l'île de Skiathos, en Grèce. Sa piste est longue de 1 628 m (5 341 pieds) et peut accueillir des aéronefs de l'ordre d'un Boeing 757-200. En raison du terrain accidenté, l'aéroport a été créé en récupérant de la terre sur la mer entre l'île de Skiathos et une plus petite île « Lazareta » (ancienne colonie de lépreux) joignant efficacement les deux îles dans une plus grande île donnant ainsi la caractéristique de la piste « courte et étroite ».

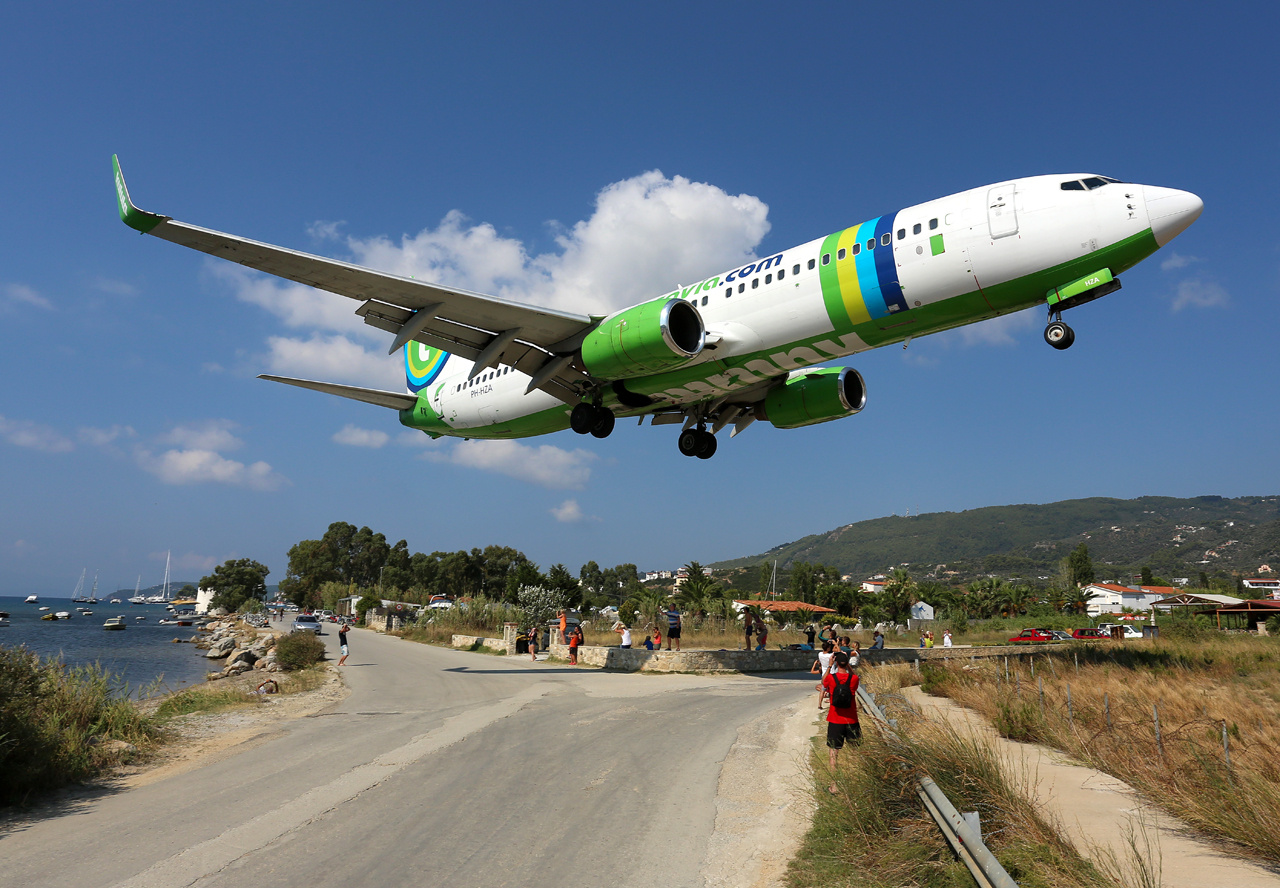

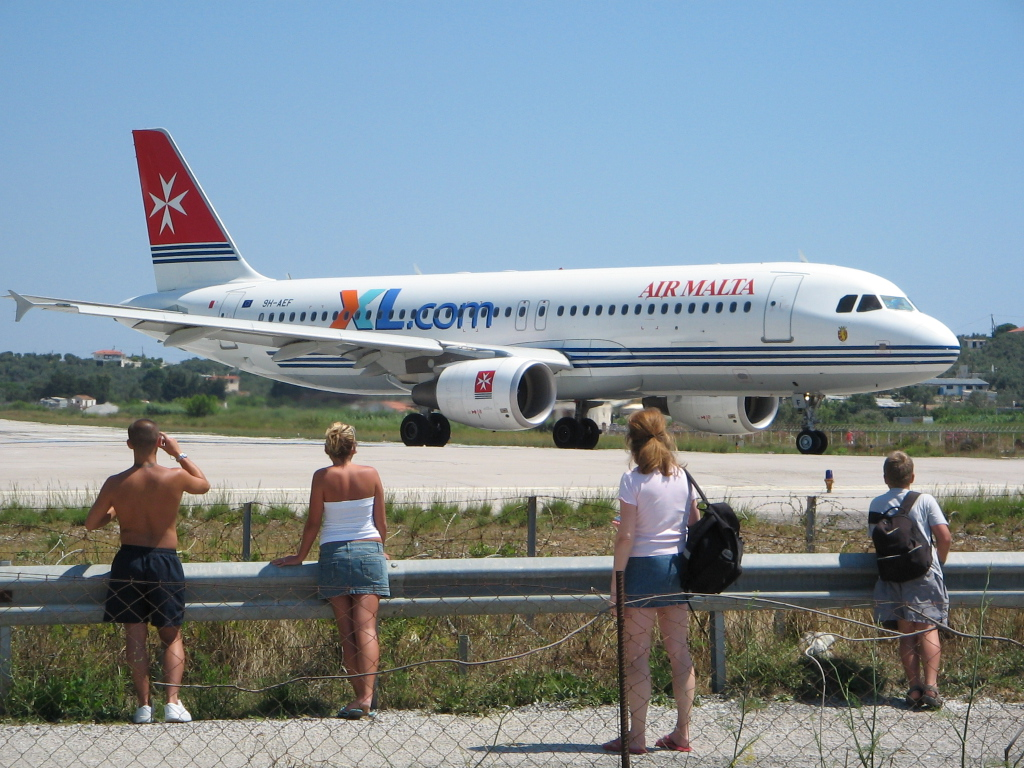

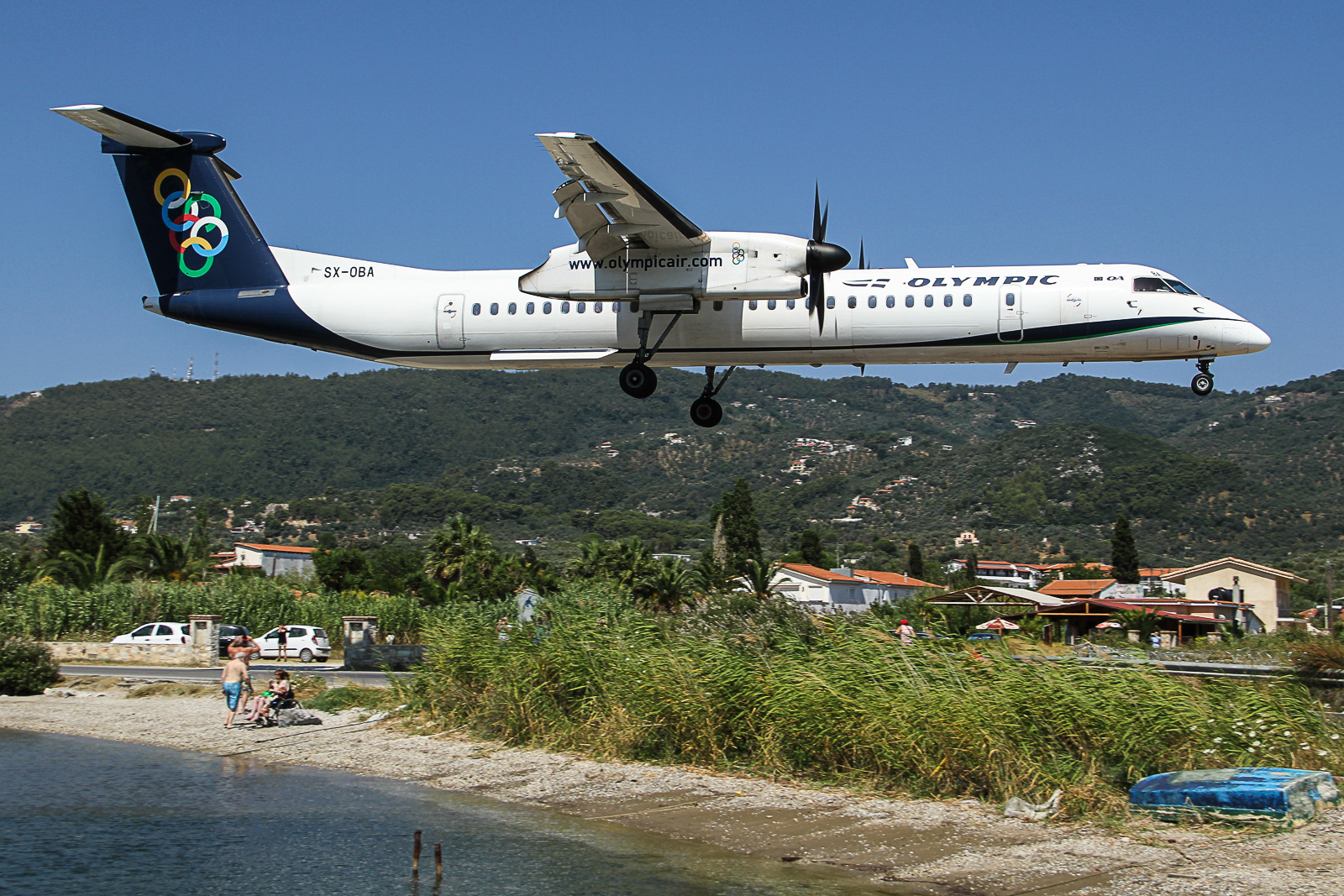

## Histoire
L'aéroport fut ouvert en 1972.
Un terminal de passagers et une nouvelle tour de contrôle ont été construits à la fin des années 1980. En 2002, un nouveau terminal de passagers, permit de mieux accueillir le nombre croissant de passagers. Cependant l'aéroport de Skiathos n'a pas de passerelles aéroportuaire, ce qui signifie que les passagers doivent marcher sur le tarmac entre le terminal et l'avion (tarmac : partie de l'aéroport réservée au trafic et au stationnement des avions, comportant les parkings ou taxiways). 
En 2014, la piste a été étendue et une nouvelle voie de circulation a été introduite. La piste a été prolongée de 110 mètres sur le côté nord de l'aéroport, qui a rouvert en été 2014. Une extension a été ajoutée à la voie de circulation, pour un supplément de 4-5 places de stationnement. Avant cet agrandissement, l'aéroport avait une capacité seulement de 2-3 aires de stationnement, ouvert en 2016.
En décembre 2015, la privatisation de l'aéroport national de Skiathos et de 13 autres aéroports régionaux de la Grèce a été finalisée avec la signature de l'accord entre la coentreprise Fraport AG / Copelouzos Group et le fonds de privatisation de l'État. « Nous avons signé l'accord aujourd'hui », a déclaré à Reuters, responsable de l'agence de privatisation de la Grèce, HRADF, Stergios Pitsiorlas. Selon l'accord, l'entreprise commune exploitera les 14 aéroports (y compris l'aéroport national de l'île de Skiathos) pendant 40 ans à partir de l'automne 2016.

## Situation
| \| 50 km1:6 137 000 \| Agrinion Aktion Alexandreia Alexandroúpoli Andravida Áraxos Astypalée Athènes · E. Venizélos Céphalonie La Canée Chios Corfou Héraklion Icarie Ioannina Kalamata Kalymnos Karpathos Kassos Kastellórizo Kastoria Kavala Cythère Kos Kotroni Kozani Larissa Lemnos Leros Milos Mykonos Mytilène Naxos Néa Anchíalos Paros Rhodes Maritsa Samos Santorin Sitía Skiathos Skyros Sparte Syros Tanagra Tatoi Thessalonique Tripoli Tympaki Zante Kastelli |
| 50 km1:6 137 000 |

## Statistiques
Pour des raisons techniques, il est temporairement impossible d'afficher le graphique qui aurait dû être présenté ici.

Voir la requête brute et les sources sur Wikidata.

### Zoom sur l'impact du covid de 2019-2020
Pour des raisons techniques, il est temporairement impossible d'afficher le graphique qui aurait dû être présenté ici.

Voir la requête brute et les sources sur Wikidata.

## Piste
Avec seulement 1 628 mètres, la piste à Skiathos est considérée comme très courte pour des vols commerciaux.
Certaines compagnies aériennes exigent que leurs pilotes subissent une formation supplémentaire avant de se poser sur l'aéroport et que tous les atterrissages se fassent par les mains du commandant de bord lui-même. Un autre problème est la descente sur la piste 20 qui ne la fait paraître qu'encore plus courte qu'elle ne l'est réellement. L'extrémité sud ne peut pas être vue depuis le point de touché. Les avions s'approchant de direction opposée à la piste 20 (02) passent à l'est de la ville de Skiathos et sur une route côtière juste à l'extérieur de la frontière de l'aéroport. En raison de cela l'aéroport est célèbre pour l'attraction des spotteurs, l'aéroport a comme surnom : « 2nd St Martin ».
Pour raccourcir la distance de décollage, l'avion doit voler à faibles charges, de sorte que la plupart des avions décollant ne peuvent pas transporter suffisamment de carburant pour les vols directs vers le nord de l'Europe et doivent donc faire un arrêt pour reprendre du kérosène. Des avions tels que la famille A320 et/ou B737 atterrissent habituellement à l'aéroport international de Thessalonique. Cependant, le Boeing 757-200 peut transporter suffisamment de carburant pour opérer directement vers les destinations britanniques. Ce type d'avion a été utilisé pour les vols commerciaux non-stop les plus longs de Skiathos vers Newcastle exploité par Thomas Cook Airlines. Plus récemment, les vols sans escale de Skiathos à Manchester sont exploités par Thomas Cook, Monarch Airlines et Thomson Airways, en utilisant le Boeing 757-200. Une fois, Air Italy a utilisé un Boeing 767-200 sur le vol vers Milan, ce qui en fait le plus grand avion a s'être posé sur l'aéroport de Skiathos.

## Compagnies et destinations
| Compagnies            | Destinations |
| --------------------- | --- |
| Air Serbia            | En saison charter: Belgrade-Nikola-Tesla                                                                                          |
| Avanti Air            | En saison charter: Graz-Thalerhof, Klagenfurt                                                                                     |
| Austrian Airlines     | En saison: Vienne-Schwechat |
| British Airways       | En saison: Londres-City |
| Condor                | En saison: Düsseldorf, Munich-F. J. Strauß                                                                                        |
| Cyprus Airways        | En saison: Larnaca |
| easyJet               | En saison: Milan-Malpensa, Naples-Capodichino                                                                                     |
| Edelweiss Air         | En saison: Zurich |
| Eurowings Discover    | En saison: Francfort, Munich-F. J. Strauß                                                                                         |
| Jet2.com              | En saison: - Birmingham, - Bristol, - East Midlands, - Édimbourg, - Leeds-Bradford, - Londres-Stansted, - Manchester, - Newcastle |
| Neos                  | En saison: Milan-Malpensa, Vérone - Villafranca                                                                                   |
| Olympic Air           | Athènes E.-Venizélos |
| Scandinavian Airlines | En saison Charter: Copenhague-Kastrup, Göteborg, Oslo-Gardermoen, Stavanger, Stockholm-Arlanda                                    |
| Ryanair               | En saison: Bari-Karol Wojtyła, Pise-Galileo Galilei, Prague-Václav-Havel, Rome Léonard-de-Vinci/Fiumicino, Vienne-Schwechat       |
| Sky Express           | Athènes E.-Venizélos |
| Smartwings            | En saison charter: Prague-Václav-Havel                                                                                            |
| Sunclass Airlines     | En saison charter: Copenhague-Kastrup, Oslo-Gardermoen, Stockholm-Arlanda                                                         |
| Transavia France      | En saison: Paris-Orly |
| TUI Airways           | En saison: - Birmingham, - Bristol, - East Midlands , - Londres-Gatwick, - Londres-Luton, - Manchester, - Newcastle               |
| TUI fly Netherlands   | En saison: Amsterdam |
| Volotea               | En saison: Bari-Karol Wojtyła, Naples-Capodichino, Turin S.-Pertini (Caselle), Venise - Marco Polo                                |
| Wizz Air              | En saison: Bucarest-H. Coandă, Milan-Malpensa, Naples-Capodichino, Rome Léonard-de-Vinci/Fiumicino                                |

Édité le 03/12/2019  Actualisé le 15/03/2023